# Daar waar de rivierkreeften zingen
Daar waar de rivierkreeften zingen (originele titel: Where the Crawdads Sing) is een roman uit 2018 van de Amerikaanse schrijfster Delia Owens. Het boek is eerder verschenen onder de titel Het moerasmeisje.

## Verhaal
Het verhaal volgt twee tijdlijnen die langzaam in elkaar overlopen. De eerste tijdlijn beschrijft het leven en de avonturen van een jong meisje genaamd Kya terwijl ze geïsoleerd opgroeit in de moerassen van North Carolina. De tweede tijdlijn volgt een onderzoek naar de schijnbare moord op Chase Andrews, een lokale beroemdheid uit Barkley Cove, een fictief kustplaatsje in North Carolina.

## Uitgave en ontvangst
In de zomer van 2018 publiceerde Putnam een ongewone debuutroman van de gepensioneerde biologe Delia Owens. Het boek had een vreemde titel en leek in geen enkel genre te passen waardoor het nauwelijks voorbestemd was om een kaskraker te worden, dus drukte Putnam ongeveer 28.000 exemplaren. In december 2019 waren er meer dan 4,5 miljoen exemplaren van het boek verkocht en daarmee waren er in 2019 meer gedrukte exemplaren verkocht dan enige andere titel voor volwassenen, fictie of non-fictie. Het was ook nummer een voor 2019 op Amazon.com's lijst van meest verkochte fictieboeken. Het boek stond bovenaan de New York Times Fiction Best Sellers van 2019 en van 2020.
Eind december 2020 vermeldde The New York Times het als de nummer 6 hardcoverbestseller van dat jaar. In 2022 noemde Publishers Weekly het het 14e bestverkochte boek van 2021, met een verkoop van 625.599 exemplaren. In augustus 2022 stond het boek 173 weken op de bestsellerlijst. In april 2022 werd gemeld dat van het boek twaalf miljoen exemplaren werden verkocht en in juli 2022 waren er meer dan vijftien miljoen exemplaren van het boek verkocht, waardoor het een van de best verkochte boeken aller tijden werd.

## Verfilming
Reese Witherspoon, die een grote fan was van de bestseller van Delia Owens, zette het boek in september 2018 in de kijker in haar boekenclub en verkreeg kort daarna de filmrechten via haar productiemaatschappij Hello Sunshine.  De film Where the Crawdads Sing ging in première in juli 2022.